# Une occasion d'amour
Pour plus de détails, voir Fiche technique et Distribution.
Une occasion d'amour ou Le Temps de l'amour (en persan : Nobat e Asheghi ; نوبت عاشقی) est un film irano-turc réalisé par Mohsen Makhmalbaf en 1995. 

## Synopsis
Premier volet :
La jeune Gozal dont le mari aux cheveux noirs, est chauffeur de taxi, tombe amoureuse d’un cordonnier blond. Un jour, un vieillard sourd enregistre les gazouillements des oiseaux au parc lorsqu’il surprend, par hasard, les confidences amoureuses de Gozal et son amant. Sans hésiter, il va rapporter le secret au mari jaloux qui finit par s’en prendre à sa femme et à son amant et tue le cordonnier blond. Au tribunal, il plaide son innocence justifiée par défendre son droit légitime de mari. Il sera condamné à mort et jeté à la mer selon son souhait. Gozal se suicide à l’endroit de sa rencontre avec le défunt amant.
Second volet :
Cette fois l’homme blond et Gozal sont mariés. La jeune femme est amoureuse de l’homme aux cheveux noirs. Le blond est chauffeur de taxi et l’homme aux cheveux noirs est le cordonnier. Le vieillard, comme l’autre fois, surprend les amoureux et fait son rapport au mari. Ce dernier tente de tuer le cordonnier aux cheveux noirs mais il sera lui-même tué. L’amant clame son innocence justifiée par défendre son amour. Il sera condamné à mort et pendu à l’arbre où il avait rencontré Gozal dans le parc. La jeune femme se suicide à l’hôpital. 
Troisième volet :
Comme le premier volet, encore l'homme au cheveux noirs et Gozal sont mariés, La jeune femme a une relation avec le cordonnier blond. Le vieillard fait son rapport au mari. Les deux rivaux s’en prennent, mais le mari aux cheveux noirs refuse de tuer le blond, lorsqu’il a l’occasion de le faire, se consentant à leur donner une chance en organisant une fête de mariage, à sa femme et son amant blond. Il leur fait cadeau de son taxi. Renonçant à sa profession qu’il trouve difficile, le juge participe au mariage.
Gozal est touchée par le geste de son mari, l’amant court alors après l'ex-mari pour lui rendre sa femme. Il tape sur l’épaule de ce dernier. Mais Il se retrouve plutôt face à face avec le vieillard qui avoue d’être amoureux de Gozal depuis longtemps.

## Le film
Le film est une trilogie d'amour présentée dans un long acte cinématographique en guise d'analyse comparative du processus des sentiments d'amour éprouvés par une femme, tour à tour envers son amant ou son mari qui, chacun à leur tour, changent de métier (cordonnier et chauffeur de taxi) et qui s'opposent à l'autre dans un acte de vengeance meurtrière et fatale.
Devant la loi, ils sont coupables tous les deux, peu importe la raison qui les a poussés à commettre le crime. Alors que sur le plan sentimental, chacun a sa raison justifiable : l'amant qui dit avoir défendu son amour, et le mari qui a protégé son épouse et son droit légitime d'époux.
Le mari est amené à pardonner la trahison de sa femme en se privant de son droit légitime au profit de l'amour, laissant le champ libre à l'amant et sa femme de poursuivre leur chemin d'amour et en leur souhaitant tout le bonheur. Acte humain et apprécié, quoiqu'un peu trop idéalisé par le cinéaste qui va jusqu'au sacrifice : le mari, chauffeur de taxi, renonce même à son métier en laissant son auto à l'amant pour donner une meilleure chance aux amoureux de vivre pleinement heureux sans s'inquiéter de rien.
Mais ce sacrifice touche le cœur tendre de la jeune femme qui se voit de nouveau éprise de son mari qu'elle trouve noble à la suite de son geste.
Amour, doute, amour et sacrifice, et un nouveau sentiment d'amour.
Tout se passe sous les regards avides d'un vieillard qui désire ardemment posséder la jeune femme et de l'arracher des mains du mari et de l'amant. Mais en vain. Il restera un témoin désespéré malgré son rôle de mouchard, en dénonçant l'infidélité de la jeune femme.
Une occasion d'amour est une analyse d'amour tabou dans un pays (Iran) où on n'ose pas parler d'amour illégitime.
Le film a été tourné en Turquie avec des acteurs turcs, sans doute pour échapper à la censure iranienne. Malgré le message prometteur et critique, au niveau technique, le film n'est pas du tout un succès pour Makhmalbaf, ni pour le cinéma iranien. Travail amateur et en bas de moyenne au niveau du dialogue, de la mise en scène et du découpage.
Somme toute, il reste un des sujets-choc du cinéma contemporain iranien. Le film a été candidat au Festival du film Fajr, mais n'ayant obtenu l'autorisation du comité de censure, il a été classé dans la liste noire des films interdits. Sa sortie officielle a eu lieu en 2001 en Turquie.

## Fiches techniques
- Titre français : Une occasion d'amour
- Titre original : نوبت عاشقی (Nobat e Asheghi)
- Réalisation : Mohsen Makhmalbaf
- Scénario : Mohsen Makhmalbaf
- Photographie : Mahmoud Kalari
- Montage : Mohsen Makhmalbaf
- Production : Abbas Ranjbar
- Société de production : Green Film House, Khaneh Film Sabz, Makhmalbaf Film House et Shahed Exhibition Complex
- Société de distribution : MKL Distribution (France)
- Pays :  Iran et  Turquie
- Genre : Drame et romance
- Durée : 75 minutes
- Dates de sortie : 
  -  France : mai 1995 (Quinzaine des cinéastes), 10 avril 1996

## Distribution
- Shiva Gerede
- Abdolrahman Palay
- Manderes Samanjilar
- Aken Tunj
- Jalal Khosrowshahi

## Festivals
- Festival de Cannes, France 1995.
- Festival international du film de La Rochelle, France 1995.
- Festival mondial du film de Montréal, Canada 1995.
- Festival international des films de Taormine, Italie 1995.
- Vancouver International Film Festival, Canada 1995.
- Festival international des films de Toronto, Canada 1995.
- Festival international des films de Chicago, États-Unis 1995.
- Le 36e Festival  international des films de Thessalonique, Grèce 1995.
- Festival des trois continents, Nantes, France 1995.
- Festival international des films de Fribourg, Suède 1996.
- Le 15e Festival international du film d'Istanbul, Turquie 1996.
- Festival international des films de San Francisco, États-Unis 1996.
- Festival international des films de Sydney, Australie 1996.
- Festival international des films de Munich, Allemagne 1996.
- Le 14e Festival du film de Turin, Italie 1996.
- Festival international des films de New Delhi, Inde 1997.
- Le 10e Festival international du film de Singapour, Singapour 1997.
- Festival international des films de Sochi, Russie 1997.
- Festival des films iraniens au Centre des Films de Chicago, États-Unis 1997.
- Musée des beaux-arts de Boston, États-Unis 1997.
- Festival des films iraniens au Cinémathèque d’Ontario, Toronto, Canada 1997.
- Festival des films iraniens au Conservatoire de Montréal, Canada 1997.
- Festival des films iraniens au Pacific Cinematheque, Vancouver, Canada 1997.
- Festival des films iraniens au The Cinematheque of Ottawa, Canada 1997.
- Festival des films iraniens au The Northwest Film Center, Portland, 1997.
- Festival des films iraniens au The Film Center of Chicago, États-Unis 1997.
- Festival des films iraniens au The Pacific Film Archive, Berkeley, États-Unis 1997.
- Musée des beaux-arts de New York, États-Unis 1997.
- Musée des beaux-arts de Houston, États-Unis 1997.
- Festival des films iraniens à l'UCLA Film and Television Archive, États-Unis 1997.“attribué à Mohsen Makhmalbaf”
- Festival des films iraniens au Cleveland Cinematheque, Canada 1997.“attribué à Mohsen Makhmalbaf”
- Festival international des films de Copenhague, Danemark 1997.
- Festival des films iraniens au Cinemathique Bonn, Allemagne 1997.
- Festival international des films de Taipei, Taïwan 1997.
- Festival du film de Londres, Grande-Bretagne 1997.
- Festival international des films de Beyrouth, Liban 1998.
- Festival international des films d’Oslo, Norvège 1998.
- Festival international des films de Black Nights, Estonie 2000.
- National Gallery, Grande-Bretagne 2002.